# بيسمارك
بسمارك (بالإنجليزية: Bismarck) هي عاصمة ولاية داكوتا الشمالية ومقر مقاطعة بورليغ. وهي ثاني أكثر المدن سكانا في داكوتا الشمالية بعد فارغو. قدر عدد سكان المدينة في عام 2016 بنحو 72,417 نسمة، في حين بلغ عدد سكان المنطقة العمرانية 131,635 نسمة. في عام 2015، صنفت مجلة فوربس بسمارك كسابع أسرع مدينة صغيرة نموا في الولايات المتحدة.
تأسست بسمارك من قبل الأميركيين الأوروبيين في عام 1872 على الضفة الشرقية لنهر ميزوري. وكانت عاصمة داكوتا الشمالية منذ عام 1889، عندما تم إنشاء الولاية من إقليم داكوتا وأدخلت في الاتحاد.
تقع بسمارك عبر النهر من مدينة ماندان، التي سميت على القبيلة الهندية التاريخية في المنطقة. وتشكل المدينتان جوهر منطقة بسمارك – ماندان العمرانية.
مبنى كابيتول داكوتا الشمالية، أطول مبنى في الولاية، يقع في وسط بسمارك. توظف حكومة الولاية أكثر من 4000 شخص في المدينة. وبصفتها مركزا للتجارة بالتجزئة والرعاية الصحية، فإن بسمارك هي المركز الاقتصادي لجنوب وسط داكوتا الشمالية وشمال وسط داكوتا الجنوبية.

## التركيبة السكانية
حدّد مكتب تعداد الولايات المتحدة بيانات التركيبة السكانية لبيسمارك في تعداد الولايات المتحدة. في ما يلي، التركيبة السكانية حسب تعدادي 2000 و 2010.

### تعداد عام 2000
بلغ عدد سكان بيسمارك 55,532 نسمة بحسب تعداد عام 2000، وبلغ عدد الأسر 23,185 أسرة وعدد العائلات 14,435 عائلة مقيمة في المدينة. في حين سجلت الكثافة السكانية 616.2 نسمة لكل كيلومتر مربع (1,596.0/ميل2). وبلغ عدد الوحدات السكنية 24,217 وحدة بمتوسط كثافة قدره 268.7 لكل كيلومتر مربع (695.9/ميل2).
وتوزع التركيب العرقي للمدينة بنسبة 94.78% من البيض و 0.28% من الأمريكيين الأفارقة و 3.39% من الأمريكيين الأصليين و 0.45% من الأمريكيين ذوي الأصول الآسيوية و 0.03% من سكان جزر المحيط الهادئ و 0.17% من الأعراق الأخرى و 0.89% من عرقين مختلطين أو أكثر و 0.75% من الهسبانيون أو اللاتينيون من أي عرق.
بلغ عدد الأسر 23,185 أسرة كانت نسبة 31.3% منها لديها أطفال تحت سن الثامنة عشر تعيش معهم، وبلغت نسبة الأزواج القاطنين مع بعضهم البعض 50.1% من أصل المجموع الكلي للأسر، ونسبة 9.3% من الأسر كان لديها معيلات من الإناث دون وجود شريك، بينما كانت نسبة 3% من الأسر لديها معيلون من الذكور دون وجود شريكة وكانت نسبة 37.7% من غير العائلات. تألفت نسبة 31% من أصل جميع الأسر من عدة أفراد يعيشون في نفس المنزل ونسبة 10.5% كانت تتألف من شخص يعيش بمفرده يبلغ من العمر 65 عاماً أو أكثر. وبلغ متوسط حجم الأسرة المعيشية 2.32، أما متوسط حجم العائلات فبلغ 2.94.
بلغ العمر الوسطي للسكان 36.5 عاماً. وكانت نسبة 23.5% من القاطنين تحت سن الثامنة عشر، وكانت نسبة 10.4% بين الثامنة عشر والرابعة والعشرين عاماً، ونسبة 28.2% كانت واقعةً في الفئة العمرية ما بين الخامسة والعشرين والرابعة والأربعين عاماً، ونسبة 22.1% كانت ما بين الخامسة والأربعين والرابعة والستين، ونسبة 12.7% كانت ضمن فئة الخامسة والستين عاماً فما فوق. يوجد لكل 100 أنثى 92.2 ذكر، ويوجد لكل 100 أنثى في الثامنة عشر من عمرها فما فوق 89.6 ذكر.
بلغ متوسط دخل الأسرة في المدينة 39,422 دولارًا، أما متوسط دخل العائلة فبلغ 51,477 دولارًا. وكان متوسط دخل الذكور 33,804 دولارًا مقابل 22,647 دولارًا للإناث. وسجل دخل الفرد الخاص بالمدينة 20,789 دولارًا. وكانت نسبة 5.7% من العائلات ونسبة 8.4% من السكان تحت خط الفقر، وكان من هؤلاء نسبة 9.8% تحت سن الثامنة عشر ونسبة 7.4% في الخامسة والستين من العمر وما فوق.

### تعداد عام 2010
بلغ عدد سكان بيسمارك 61,272 نسمة بحسب تعداد عام 2010، وبلغ عدد الأسر 27,263 أسرة وعدد العائلات 15,624 عائلة مقيمة في المدينة. في حين سجلت الكثافة السكانية 679.9 نسمة لكل كيلومتر مربع (1,760.9/ميل2). وبلغ عدد الوحدات السكنية 28,648 وحدة بمتوسط كثافة قدره 317.9 لكل كيلومتر مربع (823.4/ميل2).
وتوزع التركيب العرقي للمدينة بنسبة 92.40% من البيض و 0.65% من الأمريكيين الأفارقة و 4.53% من الأمريكيين الأصليين و 0.56% من الأمريكيين ذوي الأصول الآسيوية و 0.03% من سكان جزر المحيط الهادئ و 0.30% من الأعراق الأخرى و 1.54% من عرقين مختلطين أو أكثر و 1.33% من الهسبانيون أو اللاتينيون من أي عرق.
بلغ عدد الأسر 27,263 أسرة كانت نسبة 25.7% منها لديها أطفال تحت سن الثامنة عشر تعيش معهم، وبلغت نسبة الأزواج القاطنين مع بعضهم البعض 44.1% من أصل المجموع الكلي للأسر، ونسبة 9.6% من الأسر كان لديها معيلات من الإناث دون وجود شريك، بينما كانت نسبة 3.6% من الأسر لديها معيلون من الذكور دون وجود شريكة وكانت نسبة 42.7% من غير العائلات. تألفت نسبة 34.8% من أصل جميع الأسر من عدة أفراد يعيشون في نفس المنزل ونسبة 11.7% كانت تتألف من شخص يعيش بمفرده يبلغ من العمر 65 عاماً أو أكثر. وبلغ متوسط حجم الأسرة المعيشية 2.18، أما متوسط حجم العائلات فبلغ 2.82.
بلغ العمر الوسطي للسكان 38.0 عاماً. وكانت نسبة 20.8% من القاطنين تحت سن الثامنة عشر، وكانت نسبة 11% بين الثامنة عشر والرابعة والعشرين عاماً، ونسبة 26.1% كانت واقعةً في الفئة العمرية ما بين الخامسة والعشرين والرابعة والأربعين عاماً، ونسبة 26.7% كانت ما بين الخامسة والأربعين والرابعة والستين، ونسبة 15.4% كانت ضمن فئة الخامسة والستين عاماً فما فوق. وتوزع التركيب الجنسي للسكان بنسبة 48.6% ذكور و 51.4% إناث.

## أعلام
- ويليام أوينز
- مايرون أتكينسون
- جون هويفان
- بين ماير
- إرنست د. نيلسون
- هارولد شيفر
- كينت كونراد
- تشارلز آر. روبرتسون
- روبرت بيرن
- باول موسر